# Akkajaure
L'Akkajaure (manllevat del Lule Sami Áhkájávrre) és un dels embassaments més grans de Suècia. Està situat a la capçalera del riu Lule al comtat de Norrbotten, a la Lapònia sueca, dins del parc nacional Stora Sjöfallet. El llac es va formar després de la construcció de la primera presa de Suorva entre el 1913 i el 1923. La vora de la presa actual se situa a una cota de 453 metres. Ple té una profunditat mitjana de trenta metres i una de màxima de noranta-dos. Com que s'utilitza per a la generació d'energia, la profunditat del llac pot arribar a fluctuar fins a trenta metres.
El 8 de gener de 2016, el vol 294 de West Air Sweden es va estavellar prop d'Akkajaure. Van morir dos tripulants de bord.